# 1720'erne
Århundreder: 17. århundrede – 18. århundrede – 19. århundrede
Årtier: 1670'erne 1680'erne 1690'erne 1700'erne 1710'erne – 1720'erne – 1730'erne 1740'erne 1750'erne 1760'erne 1770'erne
År: 1720 1721 1722 1723 1724 1725 1726 1727 1728 1729
Begivenheder
- Frederik 4. påbegynder opførelsen af Fredensborg Slot.

Personer